# Готар, Аленка
Аленка Готар (словен. Alenka Gotar; 3 февраля 1977, Любляна) — словенская оперная певица, представлявшая Словению на конкурсе песни «Евровидение-2007» с песней «Cvet z juga» (Цветок с юга).

## Биография
Интерес к музыке Аленка Готар впервые начала проявлять, посещая музыкальную школу, где её обучали игре на пианино и гитаре. В Любляне она посещала музыкальную и балетную школу. После выпуска из неё в 1996 году Аленка продолжала своё обучение в Музыкальной Академии в Базеле, Швейцария. В 1999 году поступила в Университет Моцарта в Зальцбурге, где её преподавателем был Лилиян Сукис. Аленка получила диплом в 2000 году, после этого продолжила совершенствовать своё искусство в Зальцбурге и Риме, работая с Маей Сунари-Бьянкини, Марьяной Липовсек и Альфредом Бургсталлером. Степень доктора она получила в 2006 году.
В настоящее время Аленка выступает в Мариборской опере в качестве приглашённой вокалистки, а также выступает в театрах Зальцбурга и Любляны. Она участвовала в туре с оркестром и камерным хором по Словении, Австрии, Швейцарии, Германии, Хорватии и Скандинавии. Её репертуар варьируется от классического барокко до современных музыкальных произведений. Она также работает преподавателем музыки.
4 февраля 2007 года, Аленка Готар выиграла словенский национальный отбор на «Евровидение-2007». Аленка исполнила песню в полуфинале конкурса Евровидение в Хельсинки, а затем и в финале, заняв 15-е место.

## Дискография

### Синглы
- Cvet z juga (2007)
- Ženska iz soli (2007)
- Odidi (2008)
- Nek Te Voli Kao Ja (2008)
- Mostovi (feat. Sons) (2008)
- Samo Ti (feat. Oliver Dragojević) (2009)